# Helicteres guanaiensis
Helicteres guanaiensis är en malvaväxtart som beskrevs av Henry Hurd Rusby. Helicteres guanaiensis ingår i släktet Helicteres och familjen malvaväxter. Inga underarter finns listade i Catalogue of Life.